# Kirchheimbolander Friedenstage

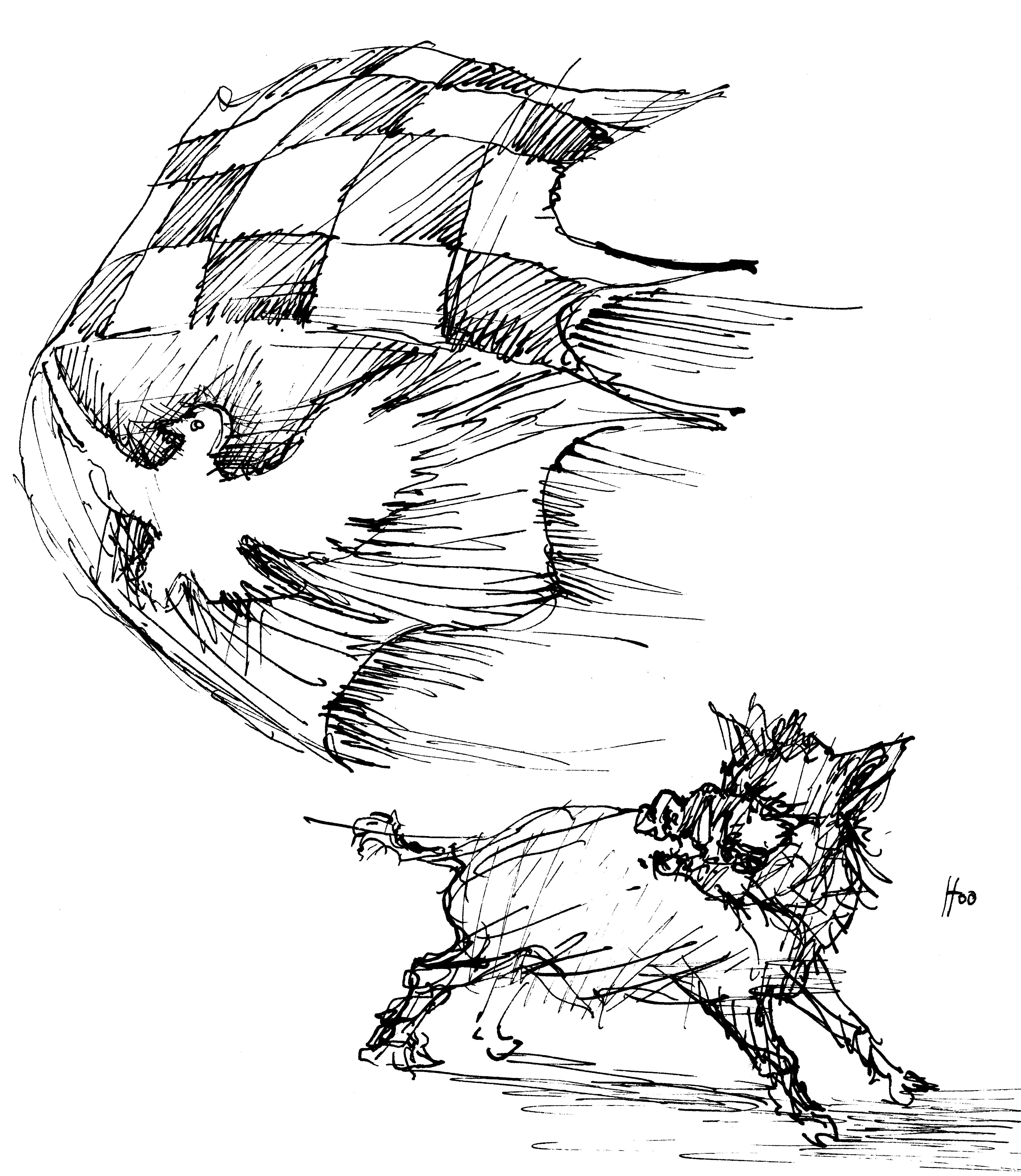
Aktuelles Logo der Kirchheimbolander Friedenstage. 1986, Hermann Hoormann

Die Kirchheimbolander Friedenstage sind eine jährlich stattfindende Veranstaltungsreihe. Seit 1975 werden in Kirchheimbolanden, in Rheinland-Pfalz zwischen 1. November und 10. Dezember Kultur-, Diskussions- und Informationsveranstaltungen zur Friedensthematik angeboten. Außerdem wird alljährlich der Kirchheimbolander Friedenstagepreis an Einzelpersonen, Initiativen oder Organisationen vergeben, die sich in unterschiedlichster Weise für eine friedlichere Welt engagieren.

## Entstehung
1975 wurde während des Kalten Krieges auf Initiative des protestantischen Pfarrers Elmar Funk von der Amnesty International Ortsgruppe 1299 zunächst die „Friedenswoche“ ins Leben gerufen. Mit ausschlaggebend für die Initiierung war das Aufkommen friedenspädagogischer Entwürfe – neben der Verhaltensforschung, der Konfliktforschung und der Aggressionsforschung. Gemeinsamer Nenner war die Grundthese: Frieden ist erlernbar! Von Beginn an wurde das Friedensthema sehr breit angelegt und nicht nur auf die Rüstungsproblematik reduziert.

## Inhaltliche Ausrichtung
Alljährlich finden ca. 25 Kultur-, Diskussions- und Informationsveranstaltungen statt, die von Kirchen, einer Vielzahl von Verbänden, Gruppierungen und politischen Vereinigungen, darunter auch Schulen und Kindertagesstätten, gestaltet werden. Orientiert an aktuellen gesellschaftspolitischen Herausforderungen werden dabei Themenschwerpunkte wie z. B. Fairer Handel, Fluchtursachen und -schicksale, Presse- und Meinungsfreiheit, Umweltschutz herausgearbeitet. Eine zentrale Veranstaltung ist alljährlich die Gedenkfeier zur Reichspogromnacht am 9. November am Standort der ehemaligen Synagoge. Die Veranstaltung zum Tag der Menschenrechte am 10. Dezember bildet den Abschluss.
Eine gemeinsame Plattform für die Durchführung der Veranstaltungen wurde bereits 1975 verabschiedet und von den beteiligten Gruppierungen im Jahr 2004 überarbeitet.

## Städtepartnerschaft
Aus dem Geist der Friedenstage heraus entstanden 1992, kurz nach dem Zusammenbruch der früheren Sowjetunion, enge Kontakte zur russischen Stadt Tschernjachowsk (ehem. Insterburg). Vor dem Hintergrund der damaligen deutsch-russischen Geschichte wurde dies als Mut machender Begegnungs- und Aussöhnungsansatz wahrgenommen. Seit 2002 besteht zwischen den beiden Städten eine Städtepartnerschaft.

## Kirchheimbolander Friedenstagepreis
Eine Betonung der Kirchheimbolander Friedenstage liegt auf dem Zusammenhang von Nachdenken und Handeln. Daher werden ausgewählte Einzelpersonen, Initiativen oder Organisationen im weltweiten Maßstab und auf lokaler Ebene durch Verleihung des Kirchheimbolander Friedenstagepreises finanziell und ideell unterstützt.
Im Rahmen der bisherigen ca. 900 Veranstaltungen wurden etwa 200.000 Euro an Spendengeldern zur Dotierung des Friedenstagepreises gesammelt.

### Preisträger
| Jahr      | Preisträger | Begründung der Verleiher |
| --------- | --- | --- |
| 1976      | Betty Williams Christiaan Beyers Naudé | Führerin der nordirischen Friedensbewegung, die sich für ein gewaltloses Miteinander der rivalisierenden Gruppen eingesetzt hat und dafür 1976 auch mit dem Friedensnobelpreis geehrt wurde. Als Weißer entschiedener Gegner der Apartheid in Südafrika – nach Aufhebung der Rassentrennung Generalsekretär des südafrikanischen Kirchenrates (SAC) |
| 1977      | Ales Brezina (CSSR) Bernardo Araya Zuleta (Chile) | 29 Jahre, Mitunterzeichner der Charta 77, nach dem Abitur Theologiestudium, wurde am 18. April 1977 verhaftet und am 14. Juni von dem Militärgericht in Prag aufgrund seiner Kriegsdienstverweigerung zu zweieinhalb Jahren Gefängnis verurteilt. 67 Jahre, ehemaliges Parlamentsmitglied und ein bekannter Gewerkschaftsführer, wurde zusammen mit seiner Frau am 2. April 1976 zuhause verhaftet und später gefoltert. Er gilt seitdem als „verschwunden“. |
| 1978      | Kinder dieser Welt | im Vorgriff auf das „Jahr des Kindes“ (1979): finanzieller Grundstock für ein großes Kinderfest. |
| 1979–1982 | Projekte der ökumenischen Hungermärsche Brot für die Welt Betreuung von Familien, deren Väter Opfer politischer Willkür wurden Baumpflanzaktionen in Israel Sozialarbeit der Jüdischen Kultusgemeinde Rheinpfalz Amnesty-International-Kampagnen gegen die „Seuche Folter“ und das „Verschwinden lassen“ missliebiger Personen | |
| 1983      | Fabio Antonio de Souza (Brasilien) Veysi Sentat (Türkei) | 10 Jahre, unterernährt, Patenschaft über die Kindernothilfe 26 Jahre, seit 8 Monaten in Auslieferungshaft (Mainz) |
| 1984      | Greenpeace | Umweltschutz |
| 1985      | Kindernothilfe Christliches Institut in Südafrika | 0 Trotz starken Regierungsdrucks setzt sich diese Johannesburger Einrichtung unermüdlich für die Gleichberechtigung und die Versöhnung zwischen Weißen und Schwarzen ein. |
| 1986      | Silvia Aparecida dos Santos (Brasilien) Hilfsfonds für Not leidende Ausländer und Asylsuchende | Patenschaft für das fünfjährige Mädchen über die Kindernothilfe |
| 1987      | Unterstützung der Angehörigen von 15 von der Todesstrafe bedrohten Chilenen Rechtsbeistand für die Bürgerinitiative „Kein Mobilmachungsstützpunkt“ | |
| 1988      | Kleinklinik in Kabanga (Tansania) Katastrophenhilfe Nicaragua | Mitfinanzierung eines Wellblechdachs, Grundversorgung in der „Überschwemmungszeit“ (Malaria, akute Erkrankungen, Geburtshilfe) Nach dem Hurrikan steht eine große Zahl von Menschen obdachlos vor dem Nichts. |
| 1989      | Isoko, Tansania Frauenhaus im Donnersbergkreis | Finanzierung eines LKW-Transports für eine Klinik in der sog. „Dritten Welt“ moralische Unterstützung und finanzielle Hilfe für das geplante Frauenhaus |
| 1990      | ROMELIO Adi Lenz | Finanzhilfe für die Gruppe ROMELIO, die gezielt einige Slumprojekte in Kolumbien betreut ideelle Unterstützung für den wegen seiner „Blockade“ in Fischbach in die Gerichtsmühlen geratenen Rockenhausener |
| 1991      | „Sinti bearbeiten ihre Geschichte“ | aufklärendes und friedensstiftendes Landauer Modellprojekt |
| 1992      | Café Asyl in Kirchheimbolanden | Notaufnahmelager mit Kriegsflüchtlingen aus dem ehemaligen Jugoslawien |
| 1993      | Newe Schalom (Oase des Friedens) Bosnisches Flüchtlingslager | Jüdisch-arabisches Versöhnungsprojekt in Israel |
| 1994      | Fundacion Cristo Joven Roland Schlosser (Polizeiinspektion Landau) | ein herausragender Beleg für die beispielhafte Sozialarbeit lateinamerikanischer Kirchen für seine zivilcouragierte Befreiungsaktion |
| 1995      | Brot für die Welt Vereinigung für die Rückkehr der Flüchtlinge und Demokratie in Ruanda | Kampagne gegen die skandalöse Kinderarbeit in der indischen Teppichindustrie |
| 1996      | Talitha Kumi | In dem israelisch-palästinensischen Dauerkonflikt versucht diese Einrichtung mit einem integrativen pädagogischen Ansatz, den sozial Schwachen und Flüchtlingsfamilien Chancen für Bildung, Erziehung und eine menschenwürdige Zukunft zu bieten. |
| 1997      | STREETS | Straßenkinderprojekt in Kapstadt (Südafrika) |
| 1998      | „Namen gegen das Vergessen“ | Aufstellung eines Gedenksteins an der ehemaligen Synagoge |
| 1999      | Erdbebenopfer in Karatepe (Türkei) | Wiederaufbauhilfe, Materialbeschaffung für die beschädigten oder völlig zerstörten Wohnhäuser und Schule in Karatepe (Schwarzer Berg) nach dem Grundsatz „Hilfe zur Selbsthilfe“ |
| 2000      | Rainer Nunweiler (Rockenhausen) | Kampf ums Leben des 26-jährigen Krankenpflegers, Bluttypisierungsaktion „Wer einen Menschen rettet, rettet die ganze Welt!“ |
| 2001      | Haus der Jugend Kirchheimbolanden | Anerkennung der hier geleisteten langjährigen, sozialpädagogischen, vom Grundgedanken der Integration bestimmten Arbeit |
| 2002      | Thalita Kumi (Palästina/Israel) Flutopfergeschädigte im Schmiedeberg/Sachsen | Sauerteig-Arbeit der Versöhnung in einem schwierigen politischen Umfeld für sozial Schwache und Flüchtlingsfamilien (Bildung, Erziehung, menschenwürdige Zukunft) ideelle Unterstützung zur Stärkung des Lebenswillens und des Glaubens an die Zukunft „Hoffnung ist eine Blume der Solidarität“ |
| 2003      | Fundacion Cristo Vive (Santiago/Chile) | Christliches Sozialwerk von Schwester Karoline Mayer, dem „Engel der Armen“ in Lateinamerika, das sich der Betreuung obdachloser Familien widmet und dabei u. a. Tagesstätten und Horte, Behinderteneinrichtungen, Berufsausbildungszentren, Krankenstationen, Ambulanzen betreibt. |
| 2004      | Minenräumprojekt in Ugamati (Afghanistan) | Unterstützung der Organisation World Christian Frontiers im Eintreten für Gerechtigkeit, Frieden und Zukunft |
| 2005      | medica mondiale e. V. Parents circle – Families forum | Menschenrechts- und Hilfsorganisation, die sich für durch sexuelle Gewalt geschädigte Mädchen und Frauen in Kriegs- und Krisengebieten (Irak, Afghanistan, Kosovo u. a.) einsetzt. Durch einen harten Schicksalsschlag getroffene israelische und palästinensische Familien leisten Trauerarbeit im gegenseitigen Einsatz für Versöhnung und Frieden. |
| 2006      | Jayawickreme Fundation „Haus für Straßenkinder“ (Kongo) | eine Mitte der neunziger Jahre ins Leben gerufene soziale Stiftung in Sri Lanka: Bau des Schulprojekts „Donnerschmiede“ (aus Donnersberg und Schmiedeberg zusammengesetzt) nach der verheerenden Tsunami-Flutkatastrophe an Weihnachten 2004 in einem vom Bürgerkrieg gezeichneten Flecken Erde (Kinshasa) |
| 2007      | Indienhilfe Kaiserslautern e. V. Start Life, Selbsthilfe-Projekt in Nigeria | von Weltschiedsrichter Markus Merk ins Leben gerufene und betreute Organisation, die in Indien u. a. Schulen, Waisenhäuser, Altenheim betreibt initiiert von Felicia Stevens, einer aus Nigeria stammenden Kirchheimbolanderin, für den Bau und Unterhalt eines Kindergartens und eines Ausbildungszentrums |
| 2008      | „Bleikinder“ von La Oroya, Peru Donnersberger Initiative in Not e. V. | für den Bau eines Gemeindezentrums mit Gruppenräumen, Volksküche, Gesundheitszentrum, Werkräumen, Bibliothek in einer durch den Bleiabbau vergifteten Andenregion Hilfsfonds für bedürftige Kinder und Jugendliche „vor Ort“ |
| 2009      | Ärzte ohne Grenzen Diospi Suyana, Missionsspital in Peru Kirchheimbolander Tafel | Das internationale Netzwerk – 1999 mit dem Friedensnobelpreis ausgezeichnet – leistet in mehr als 60 Ländern in Krisengebieten und bei Naturkatastrophen medizinische Nothilfe. Eine von dem deutschen Ärzteehepaar Klaus Dieter und Martina John aufgebaute zentrale Krankenstation für die Quechua-Indianer im Süden Perus. Hilfe für bedürftige Menschen und Minderung sinnloser Lebensmittelvernichtung |
| 2010      | Rüdiger Nehberg Frauen helfen Frauen Donnersbergkreis e. V. | zur Unterstützung der von ihm ins Leben gerufenen Organisation TARGET, die sich für die Abschaffung der Beschneidung von Frauen einsetzt als Träger des Frauenhauses Donnersbergkreis |
| 2011      | Heinz Ratz Mama/Papa hat Krebs e. V. Lebenshilfe Alzey-Donnersberg | Mit seinem Projekt „Der moralische Triathlon“ hat der Musiker und Kämpfer für Menschenrechte auf ökologische Missstände aufmerksam gemacht. Kaiserslauterer Initiative für Kinder krebskranker Eltern Initiative, die sich „vor Ort“ für die Belange von Menschen mit geistiger Behinderung einsetzt |
| 2012      | Ärzte für die Menschenrechte | Initiative aus Israel |
| 2013      | Die Brücke Rupert Neudeck Meike und Chris Capps-Schubert Diakonisches Werk Pfalz | Sozialprojekt aus Kirchheimbolanden Für die Gründung der Hilfsorganisation Cap Anamur/Deutsche Not-Ärzte, mit dem gleichnamigen Schiff rettete Rupert Neudeck zwischen 1979 und 1982 ca. 10.000 vietnamesische Flüchtlinge, und für die Gründung der Hilfsorganisation Grünhelme. In der Tradition der GI-Cafés während des Vietnamkriegs unterhält das Ehepaar in Kaiserslautern ein GI-Beratungscafé („The Clearing Barrel“). Sozialeinrichtungen in Kirchheimbolanden |
| 2014      | Jürgen Grässlin Verein Partnerschaft Eine Welt e. V., Eisenberg-Grünstadt | Mit seinem „Schwarzbuch Waffenhandel – wie Deutschland am Krieg verdient“ wirbt er für Abrüstung. |
| 2015      | Förderverein Schams e. V. Flüchtlingshilfe Kirchheimbolanden | Die vom Schriftsteller Rafik Schami initiierte Organisation kümmert sich um syrische Flüchtlingskinder und Jugendliche (Bildung, psychosoziale Betreuung, Förderung des kreativen Potentials u. a.). |
| 2016      | Raif Muhammad Badawi Kirchheimbolander Kindertagesstätten und Grundschule | inhaftierter saudi-arabischer Blogger und Menschenrechtsaktivist; die Auszeichnung wurde von Ensaf Haidar, der im kanadischen Exil lebenden Frau des Bloggers, stellvertretend entgegengenommen für deren sozial integrative Arbeit |
| 2017      | Ohne Rüstung leben Lea Ackermann Sternsinger der Pfarrei Heilige Anna | ökumenische Friedensinitiative für ihr Lebenswerk, die Hilfsorganisation Solwodi |
| 2018      | Reporter ohne Grenzen Zirkus Pepperoni e. V. | Die Organisation setzt sich seit über 20 Jahren für Journalisten ein, die aus politischen Gründen in ihrer Arbeit behindert werden, Repressalien und Gewalt ausgesetzt sind oder ihrer Freiheit beraubt werden. Seit 30 Jahren ermöglichen die Pepperonis mit ihrer Arbeit und ihren Angeboten Kindern und Jugendlichen in einem ganz speziellen Freiraum ihre Fähigkeiten und Stärken zu erkennen und weiterzuentwickeln. |
| 2019      | Fridays for Future Solidarische Landwirte im Donnersbergkreis | Die Jugendbewegung hat erkannt, dass der Klimawandel die zentrale Frage für das (Über)-Leben der Menschen im 21. Jahrhundert ist und hat das Thema mit kreativen Protestaktionen fulminant auf die politische Tagesordnung gesetzt. Erzeuger und Verbraucher von Lebensmitteln teilen sich das wirtschaftliche Risiko. Eine bäuerliche und vielfältige Landwirtschaft wird erhalten und regional, umweltverträglich erzeugte Lebensmittel werden bereitgestellt. Die Verbraucher erleben, wie ihre Ernährungsentscheidung die Kulturlandschaft gestaltet, Naturschutz und (Arten-)Vielfalt ermöglicht, und so eine zukunftsfähige Landwirtschaft stattfinden kann.                                  |
| 2020      | Clemens Ronnefeldt Förderverein ambulante Hospizarbeit im Donnersbergkreis e.V. | C. Ronnefeldt war mehr als 40 Jahre in der Friedensbewegung aktiv. In den 1990er Jahren war der Balkan Schwerpunkt seiner Arbeit, er hat dort u. a. traumatisierte Kinder in Flüchtlingslagern betreut. In den letzten 20 Jahren hat er sich auf die Konflikte im Nahen Osten konzentriert, die vielschichtig vertrackten Ursachen und Hintergründe der Auseinandersetzungen analysiert und gewaltfreie Lösungsansätze entwickelt. Der Verein unterstützt die ambulanten Hospiz- und Palliativ-Beratungsdienste im Kreis ideell und materiell. Die MitarbeiterInnen der ambulanten Hospiz- und Palliativ-Beratungsdienste begleiten Schwerkranke, sterbende Menschen und deren Angehörige zu Hause. |
| 2021      | Carola Rackete Pfr. Carsten Leinhäuser | C. Rakete widmet ihre Energie und Schaffenskraft dem Schutz unserer von uns selbst bedrohten Lebensräume. Den Klimawandel eindämmen, die Artenvielfalt bewahren, unsere Lebensräume schützen – all das ist vorausschauende Friedensarbeit im wahrsten Wortsinn. Mit der Aktion #liebegewinnt hat Pfarrer Carsten Leinhäuser Menschen, die Ausgrenzung und Diskriminierung erfahren, weil sie von einer vermeintlichen Norm abweichen, gezeigt, dass sie akzeptiert und respektiert werden. „Liebe ist ein Segen. Menschen, die sich lieben, werden gesegnet.“ Dies gilt auch für homosexuelle Paare.                                                                                                |
| 2022      | Dr Gerhard Trabert TelefonSeelsorge Pfalz | Armut macht krank und Krankheit macht arm. Seit Jahrzehnten ist es für Gerhard Trabert ein wichtiges Anliegen, diesen Missstand in die Öffentlichkeit zu tragen und zu versuchen, betroffenen Menschen als Sozialarbeiter und Arzt, als „Straßen-Doc“ ein Stück Würde zurückzugeben. Probleme und Krisen können jede(n) von uns in jeder Lebensphase treffen und uns an die Grenzen unserer Belastbarkeit bringen. Menschen, die in solchen Situationen niemanden in Ihrem |
| 2023      | Medico international Ebertsheimer Bildungsinitiative e.V. | leistet humanitäre Nothilfe, medizinische Versorgung, psychologischen Beistand und Rechtsberatung für Flüchtlinge, Migrantinnen und Migranten. Medico international hilft Hilfe überflüssig zu machen. Dahinter steht die Idee eines globalen Ausgleichs und gerechter Weltverhältnisse. Die Ebertsheimer Bildungsinitiative e.V. unterstützt Menschen darin, ökologische, soziale und ökonomische Nachhaltigkeit zu leben. Sie will Anstoß und Inspiration geben, um Gesellschaft selbst-verantwortlich mitzugestalten. |

## Logo
Während das Symbol der ersten Friedenstage (1975) ein zerschnittenes Stück Stacheldraht war – Ausdruck der Verletzungen und Eingrenzungen des Friedens und gleichzeitig der Sehnsucht nach Durchbruch und Änderung –, wurde später auf Plakaten und Einladungsflyern eine Taube gezeigt, die eine zersplitterte und berstende Weltkugel trägt, "aus der ein zartes, schutzbedürftiges Hoffnungspflänzchen herauswächst." – Elmar Funk

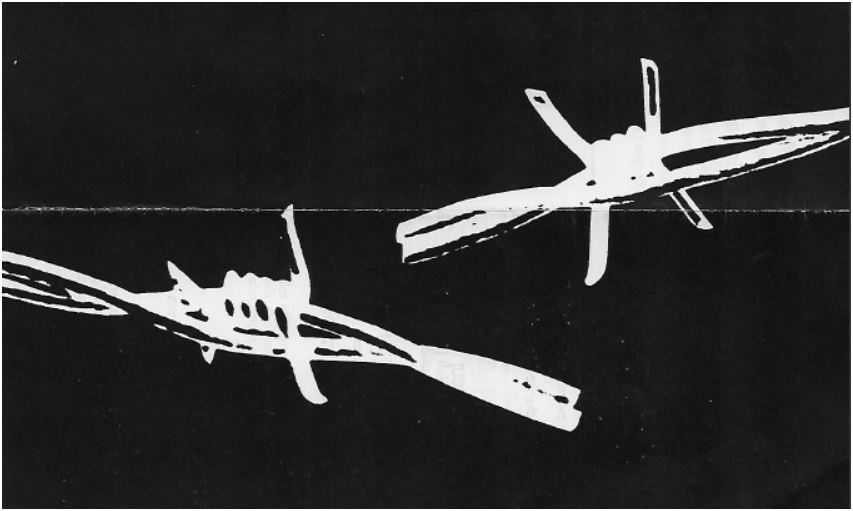
Ursprüngliche Version des Logos. 1975

1986 wurde vom Bolander Künstler Hermann Hoormann ein neues Motiv entworfen: "Kirchheimbolanden gänzlich im Zeichen der Friedenstaube. Wie ein Schiffssegel bläht sich das Stadtwappen auf. Stolz breitet die Taube – in Sieger- und Vertreiberpose – ihr Gefieder aus, der Stadtwappen-Eber hat seinen angestammten Platz verloren. Mit zugleich ängstlichem und zornigem Blick – rückwärts gewandt – nimmt das struppige Tier Reißaus. Die kleine friedliche Taube vertreibt den aggressiven übermächtigen Keiler. Ein neuer wundersamer Sieg Davids über Goliath!" – Elmar Funk.